# Yang Jiang
Yang Jiang (kinesiska: 楊絳, pinyin: Yáng Jiàng), född Yang Jikang (kinesiska: 楊季康, pinyin: Yáng Jìkāng) den 17 juli 1911 i Peking, död 25 maj 2016 i Peking, var en kinesisk författare, dramatiker och översättare.
Hon är känd för flera komedier och för att ha gjort den första översättningen av Don Quijote till kinesiska. Hon var gift med författaren Qian Zhongshu och anses liksom sin make ha gjort viktiga insatser för den kinesiska kulturens utveckling.